# John Hickey (rugbyspeler)
John Joseph Hickey (Sydney, 4 januari 1887 - aldaar, 15 mei 1950) was een Australisch rugbyspeler.

## Carrière
Tijdens de Olympische Zomerspelen 1908 werd hij met zijn ploeggenoten kampioen. Hickey speelde als center. Hickey stapte net als meerdere ploeggenoten over naar Rugby League.

## Erelijst

### MetAustralazië
- Olympische Zomerspelen:  1908